# Kujikata Osadamegaki

Le Kujikata Osadamegaki (公事方御定書, lit. « livre de règles applicables aux fonctionnaires publics ») est un livre en deux volumes de règlements pour les bureaucrates judiciaires japonais pendant l'époque d'Edo (江戸時代). Il a été promulgué par le shogun Tokugawa Yoshimune en 1742. 
Le livre est utilisé pour déterminer les jugements et les peines appropriés par les fonctionnaires des daimyo (大名), mais ces fonctionnaires ne sont pas tenus de suivre les directives du Kujikata Osadamegaki. Ils sont plutôt tenus de rendre une justice équitable selon la directive confucéenne japonaise de bien servir son daimyo.

## Source
- (en) Yosiyuki Noda (1976). Introduction to Japanese Law, trans. and ed. by Anthony H. Angelo. Tokyo: University of Tokyo Press, 1976: 31-39.

## Référence
- (en) Cet article est partiellement ou en totalité issu de l’article de Wikipédia en anglais intitulé « Kujikata Osadamegaki » (voir la liste des auteurs).